# Віден (Відень)
Віден (нім. Wieden) — четвертий район Відня.
Перша згадка Відена відноситься до 1137 року. Головна вулиця району — Віднер Гауптштрасе (Wiedner Hauptstraße) — майже повністю повторює дорогу, прокладену ще римлянами. При Фердинанді II в Відені було завершене будівництво королівської Літньої резиденції. Надалі вона була декілька разів розширена, поки Марія Терезія не відмовилась від її використання і не продала її в 1746 році єзуїтам для відкриття навчального закладу, який протягом декількох століть пережив декілька трансформацій і нині є одною із найкращих приватних шкіл Австрії «Терезіанум».

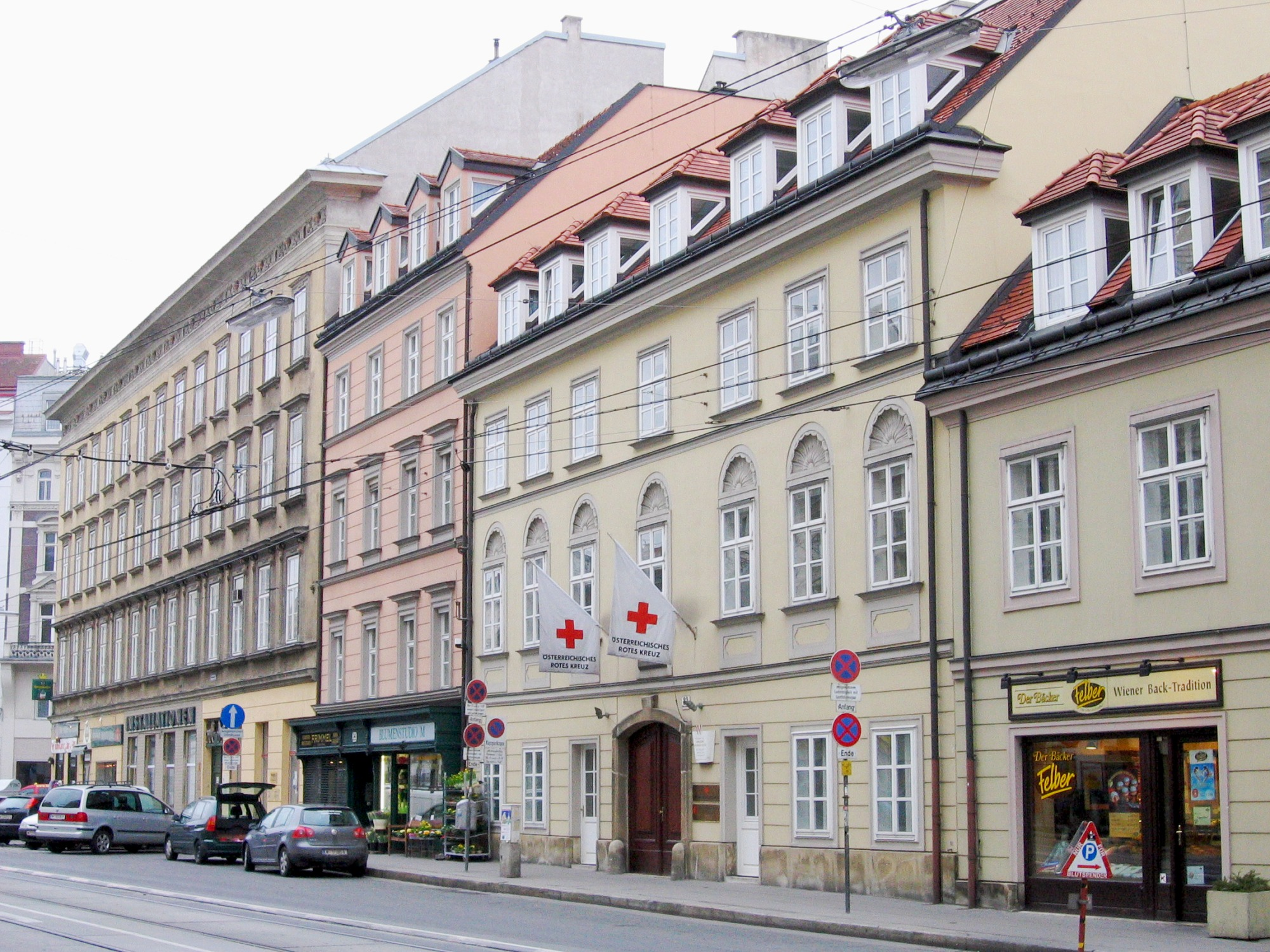
Будівля Австрійського Червоного Хреста на Віднер Гауптштрасе

6 березня 1850 року Віден був приєднаний як район до Відня. Але через значну соціоекономічну неоднорідність в 1861 році з його складу було виділено західну частину, яка стала 5-м районом міста, Марґаретен.

## Відомі жителі
- Йоганнес Брамс
- Крістоф Віллібальд Ґлюк
- Йоганн Штраус (син)
- Емануель Шиканедер
- Карл Люгер

48°11′22″ пн. ш. 16°21′42″ сх. д. / 48.18944° пн. ш. 16.36167° сх. д.
| Австрія | Це незавершена стаття з географії Австрії. Ви можете допомогти проєкту, виправивши або дописавши її. |